# Rhamphichthys rostratus
Rhamphichthys rostratus is een straalvinnige vissensoort uit de familie Rhamphichthyidae. De wetenschappelijke naam werd gepubliceerd in 1766 door Carl Linnaeus.